# 青識亜論
青識 亜論（せいしき あろん）は、日本の男性ネット論客。2010年代半ばからSNS上で活動し、オタクカルチャー擁護、表現規制への反対、フェミニズム批判などを主なテーマに発信してきた。「表現の自由戦士」と呼ばれる論者の代表的存在とされ、一時期Twitterで約4万人のフォロワーを抱えていたという。2019年にはハッシュタグ「#フェミハラ」の積極的な使用を呼びかけ、萌え絵批判やツイフェミに関する『ABEMA Prime』の討論にも出演した。
フェミニズム運動「#KuToo」主導者・石川優実との公開討論「これからのフェミニズムを考える白熱討論会」に「アンチ・フェミ」側で出演。公開討論会ではネット上で支持者・批判者も議論を交えたが、討論後に討論会の意義や結論が覆されたとして紛糾。石川・青識双方がネット上で攻撃を受け、青識が呼びかけても事態を鎮静化できなかった。その後の「シン・これからのフェミニズムを考える白熱討論会」にも出演し、萌え絵が使用される際の公的機関やオタクの事情を訴えた。
なお、青識が風刺やフィクションであると主張した、石川優実が性被害者に罵声を浴びせたかのように受け取られる2020年のツイートに対し、石川は名誉毀損を理由に提訴。東京地裁はこの投稿について、すべての閲覧者が風刺として受け取るとは限らないとして名誉毀損を認定し、慰謝料を含む損害賠償金の支払いを命じた。青識は控訴したが、地裁判決の慰謝料支払いとお互いに相手の名前を出してネット上で意見しないことで和解が成立。勤務先でも減給処分を受けた。
フェミストとアンチフェミの対立に「寛容」や「対話」を呼びかけ、オンライン討論会で討論したジェンダー論の女性研究者からは「顔を合わせて話してみれば、話せる人」と評されたりもしたが、フェミニストや情報モラルの専門家からは、なりすましアカウントや署名運動、風刺や誇張を用いた発言などが問題視されており、その発信内容や言動は社会的な議論の対象となっている。

## 公開討論、出演

### これからのフェミニズムを考える白熱討論会
2019年（令和元年）11月16日にベルサール新宿グランドタワーで開催された「これからのフェミニズムを考える白熱討論会（石川VS青識）」では、#KuToo運動の石川優実が「フェミ」、青識が「アンチフェミ」として公開討論を行った。主催は「これからの「フェミニズム」を考える白熱討論実行委員会」で、司会は小保内太紀が担当した。しかしその討論は「対話が成立していなかった」とも言われており、青識も「言葉での共通合意がなかなかできないという実感を得たところで、なかなか合意までたどり着くのは難しいと感じている」と振り返っている。
なお公開討論会ではネット上で双方の支持者・批判者も議論を交えたが、討論後の石川のブログが討論会の結論や意義を覆したとして紛糾。石川・青識双方がネット上で攻撃を受け、青識がやめるように呼びかけたが、事態を鎮静化できなかった。また、青識は「オタクが被害者だとは受け入れてもらえなかった」と述懐している。

### 『ABEMA Prime』に出演、討論
2019年（令和元年）11月22日放送の『ABEMA Prime』に福島みずほや宇佐美典也、千田有紀、乙武洋匡、ハヤカワ五味らとともに出演。『宇崎ちゃんは遊びたい!』の女性キャラクターが起用された献血ポスターが炎上した件や、職場での服装・身だしなみの性差などの討論に参加し、これフェミについても語った。青識は「性的対象化したり、差別的に扱われたりすること」の危険性に理解を示しながらも、そうなるかどうかは「文脈に依存」するとの見解を示した。
同年12月31日にも『ABEMA Prime』に千田有紀や柴田英里らとともに出演し、ツイフェミについての討論に参加。青識は「Twitterがリミッターを外してしまい、いくらでも相手を殴っていいみたいに感じてしまう役割」になっているとし、ツイフェミが「否定しづらい“正義”の問題に安直に接合していきがち」との見解を示した。また、「私が発言し、討論しようと言っても、女性の専門家にはなかなか乗ってきてもらえないところもある。ここも不思議な溝があって、それをいかに埋めていくかがこれからTwitterでの議論を建設的にする1つのポイントだと思う」と語った。

### シン・これからのフェミニズムを考える白熱討論会
2020年（令和2年）12月5日、オンライン開催の「シン・これからの「フェミニズム」を考える白熱討論会」に出演。青識は萌え絵批判に対し、「萌えキャラが自治体や公共団体のキャンペーンに起用される背景」として作品の舞台という文脈やファンとの交流の歴史を指摘。『宇崎ちゃんは遊びたい!』の女性キャラクターが起用された献血ポスターが炎上した件では、コミックマーケットにおいて赤十字が活動してオタクが献血に協力してきた「絆」と「物語」があってのコラボだったと解説した。
フェミニスト側の討論相手である高橋幸は、性差別やジェンダー・ステレオタイプと思わしき表現を批判。しかし「小規模自治体の聖地巡礼スタンプラリー用ポスターまで大規模に燃やしてしまっていいのかについては判断が難しい」、「ゼロイチで語れない」との認識を示し、「両者が話し合いのできる回路を開いておく必要がある」とした。また、青識はオタク側に対し「理由もなく炎上させられる事が傷ついて辛いということを言語化する必要がある」と語り、「共生のルールは、対話で作るのが最善」とした。
このオンライン討論会ではWeb上でもオタク側・フェミニスト側の活発な議論が行われており、司会進行を務めた主催者の坂爪真吾は「意見の異なる相手に自分の気持ちを伝えたい人、意見の異なる相手の気持ちを知りたいと考えている人が、これほどまでにたくさんいたことに、改めて驚かされた」という。坂爪は「何らかの形でこのような機会を続けていければいいと思う」と語り、「お互いに顔を突き合わせて意見を交換し合い、既成事実としての対話を積み重ねていくこと」が共生のルール作りに必要と記している。

## SNSにおける活動と発言

### SNS活動の特徴や言論スタンス
2014年（平成26年）頃から主にTwitter上で表現の自由を巡る問題について発言を続けており、「呟きは個人の見解です。所属組織とは一切無関係です」としていた。一時期は約4万人のフォロワーを抱えており、バーチャルYouTuberのような美少女キャラクターを運営。座右の銘として「私は君の言うことに反対だ。しかし、君がそれを言う権利は命を賭けても守ろう」を掲げていた青識は2019年（令和元年）10月にハッシュタグ「#フェミハラ」をTwitterで積極的に使用することを呼びかけている。
同年のABEMA Prime出演時には、フェミニズムそのものは否定していないのか？という問に同意するとともに、「私はむしろ自分はフェミニストだと思っていますね」と語っている。フェミストとアンチフェミの対立に「寛容」や「対話」を呼びかけ、2020年のオンライン講演会では「今は敵対者を攻撃するのが楽しいという人が増えて、対話を否定する方向にネット全体が進みつつある」「対話が成立しているという実証の積み重ねで否定していきたいし、対立を煽る人を退けていきたい」と語っている。

### 「お母さん食堂」署名運動への対応
2020年（令和2年）末、ファミリーマートのブランド「お母さん食堂」の名称が固定的な性別役割を助長するとして、女子高校生による名称変更を求める署名活動が行われた。この際、青識は不二家に「ミルキー『パパのミルク味』」の追加を求める署名活動を開始。情報モラルに詳しい島袋コウは、この署名活動は元の署名活動を揶揄する意図があったとの見解を示している。この行動はネット上で注目を集め、一部のまとめサイトでは「フェミニストがパパのミルク味も販売しろと署名活動開始」といった誤った情報が拡散され、「フェミニスト叩き」につながったとも指摘されている。

### なりすましアカウントの運用
2022年（令和4年）5月、主アカウントとは別に、女子大生フェミニストになりすましたTwitterアカウントを運用していたことが発覚。青識のフォロワーからもクリエイターを炎上させようとしたとして問題視され、フェミニストの主張に対する周囲の反応を観測したかったためと返答していたが、「一部発言については、多くの方からご指摘いただいているように無関係なクリエイターを炎上に巻き込みかねないもの」であったとして謝罪を表明した。

### 石川優実との対立と結末
これ以前の石川優実との関係については「これからのフェミニズムを考える白熱討論会」節を参照。
2020年（令和2年）2月に青識はTwitterにおいて、性被害を受けた人に対して石川優実が「被害者ぶってんじゃねえよ」と発言したかのように受け取られる内容を投稿。石川から東京地方裁判所に提訴されるが、青識は「投稿は論評（風刺）を表明するもので、実際の発言を紹介するものではないフィクション」と主張した。裁判官は、風刺と認識したフォロワーもいたかもしれないとしながらも、「閲覧者はそのような人だけではない」として「投稿は虚構」と判断。社会的評価を貶める投稿をしたことや名誉毀損を認定し、慰謝料など33万円の損害賠償金の支払いを命じた。
青識は取材に「風刺も含め、SNSは自由な言論空間であるべき」と答え、控訴。2023年（令和5年）6月15日に青識はTwitterで「控訴します。もう一回遊べるドン!!」と投稿していたが、情報モラルやネットリテラシーに詳しい島袋コウによると、この表現はゲーム『太鼓の達人』に由来し、ネット上では相手を挑発する文脈で用いられることがあるという。一部報道では、青識が裁判後も自身のキャラクター性を保ち、挑発的な姿勢を示したと伝えられた。なお、「石川氏がかなりダメージを受けているようなので」という理由で青識は当該ツイートを削除している。
同年12月、東京高等裁判所で一審判決の慰謝料など33万円の支払いの受諾と「今後はお互いに相手の名前を出してインターネット上で意見を言わない」ことで和解した。なお、本件が地方公務員の信用を失墜させる行為にあたるとして2024年（令和6年）に青識は減給2か月の懲戒処分を受け、2020年2月当時の所属部署の課長も管理監督責任で厳重注意を受けている。職場先の聞き取りに対して青識は「深く反省している」と述べ、職場側もマスコミを通じて謝罪を表明した。

## 評論・評価
オンライン討論会「シン・これからのフェミニズムを考える白熱討論会」においてフェミニスト側の討論相手であった高橋幸は、青識を「Twitterで見ていると明らかにヤバい人だが、顔を合わせて話してみれば、話せる人」と評した。
一方で、青識の発信は、ネット上での「フェミニスト叩き」や女性蔑視（ミソジニー）的言動の拡大と関連づけて論じられることもあり、社会的議論の対象となってきた。ネットリテラシーや情報モラルに詳しい島袋コウは、「遠回しな表現とやゆを駆使し、クラスタ内に侮辱のための材料を投下する」「いわゆる『扇動者』としての役割を果たしていた」と指摘している。また、「さまざまな方法で『女性たたき』をあおってきた」とし、その言動には「社会的意義などないと言える」と批判的に評価した。
石川優実との名誉毀損訴訟に関連しては、ベリーベスト法律事務所の杉山大介弁護士が、慰謝料が低額で抑止力に欠けると指摘したうえで、「名誉毀損に対する罰則と表現の自由のどちらを優先するかは憲法上明らかであり、名誉毀損が許される状態は是正すべき」との見解を示している。